# 세르게이 부르딘
세르게이 부르딘(1970년 3월 2일 ~)은 러시아 출신의 전직 프로 축구 선수이다. 현역 시절 포지션은 공격수였다.

## 선수 경력
PFC CSKA 모스크바에서 활동하였고 한국에서는 K리그의 부천 SK (현 제주 유나이티드 FC), 성남 일화 천마에서 선수로 활동하였으며 1996시즌 K리그 베스트 11에 선정되었다. K리그 통산(정규리그와 리그컵 포함) 96경기 출장, 35득점, 10도움의 기록을 남겼는데 2년째인 1997년에 총 6골에 머물러 한국을 떠났다가 1999년 천안 일화를 통해 K리그 복귀를 했으며 그 해 7월 26일 음주운전을 하다 행인을 치어 중상을 입힌 것 때문에 서울 용산경찰서로부터 교통사고처리특례법 위반 혐의로 불구속 입건됐고 급기야 7골에 그쳐 한국을 떠나야 했다.